# Résolution 183 du Conseil de sécurité des Nations unies
Membres permanents
- Chine (Taïwan)
- États-Unis
- France
- Royaume-Uni
- URSS

Membres non permanents
- Brésil
- Ghana
- Maroc
- Norvège
- Philippines
- Venezuela

Résolution no 182 Résolution no 184

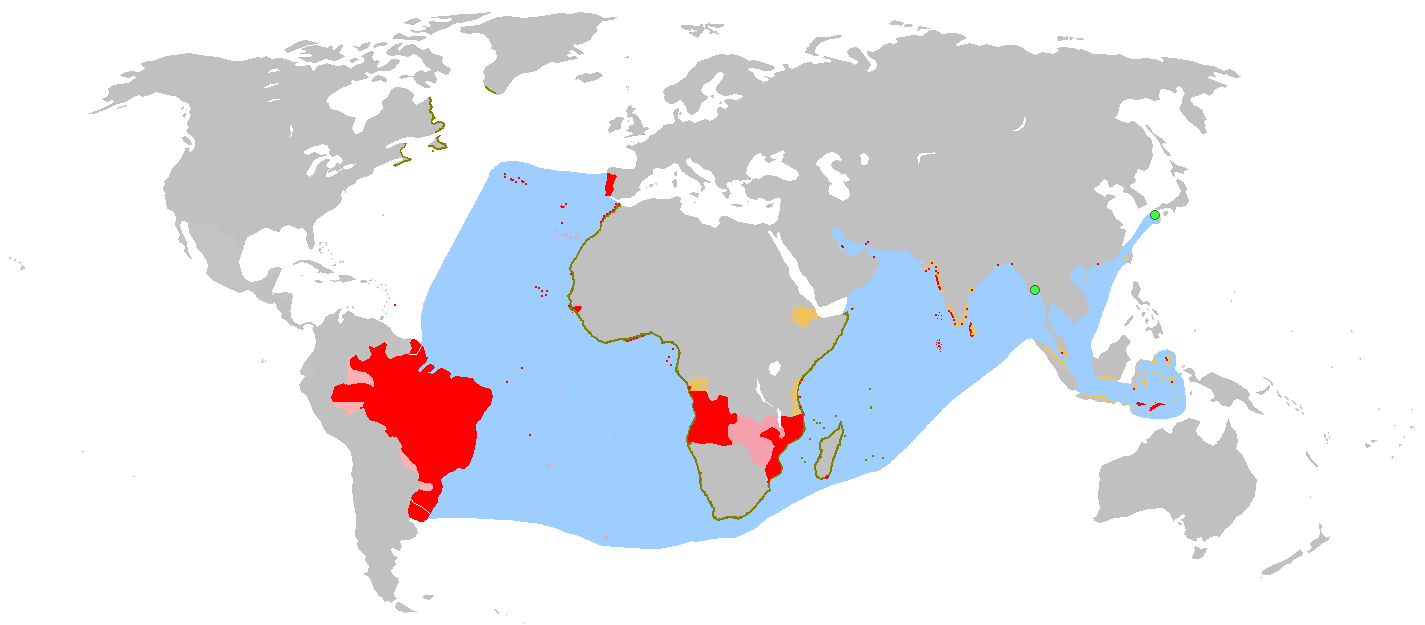

La Résolution 183  est une résolution du Conseil de sécurité des Nations unies adoptée le 11 décembre 1963, dans sa 1083e séance, après l'échec de la réunion du Secrétaire général entre les représentants du Portugal et ceux des États d'Afrique, le Conseil a de nouveau mis en garde le Portugal d'un nouvel échec à libérer ses colonies mais a indiqué que l'amnistie accordé du Portugal à tous les prisonniers politiques serait comme un signe de bonne foi.

## Vote
La résolution est approuvée à 10 voix contre 0.

L'abstention est de la France.

## Texte
- Résolution 183 Sur fr.wikisource.org
- Résolution 183 Sur en.wikisource.org